# Curimbó
Le curimbó (du tupi-guarani curi m'bó, « tambour ») est un instrument de musique d'origine indigène du Brésil, de la famille des membranophones frappés. Il est utilisé pour marquer le rythme du carimbó, une fête populaire du Pará, dans le Nord du Brésil dont le nom dérive précisément de l'instrument,.

## Historique
La première description de l'utilisation du curimbó a été faite par le jésuite Frei João Daniel, qui rapporta en 1767 que les Indiens Tupinambá dansaient et chantaient au son d'un tambour fabriqué à partir d'un tronc creux, recouvert d'une peau d'animal à une extrémité. L'interprète jouait assis sur le tronc, utilisant ses mains comme des baguettes, ce qui est encore vrai aujourd'hui.
La première référence bibliographique au curimbó ou carimbó comme instrument de percussion a été enregistrée dans le Glossário Paraense de 1905, où il est cité comme suit :

« Atabaque, tambour, probablement d'origine africaine. Il est fabriqué à partir d'un tronc creusé à l'intérieur, d'environ un mètre de long et 30 centimètres de diamètre ; une peau de cerf bien tressée est placée sur l'une des ouvertures. Le joueur s'assoit sur le tronc et bat sur un rythme particulier, en utilisant ses mains nues comme baguettes. »

## Caractéristiques
Le curimbó est constitué d'un tambour cylindrique dont l'une de ses bouches est recouverte d'une peau d'animal (généralement de bœuf). En carimbó, ils sont généralement utilisés par paires, une haute (timbre aigu), également appelée « repique » et une autre basse (timbre grave), appelée « marcação » ou « marcador »,.